# Sergipe
Sergipe é uma das 27 unidades federativas do Brasil. Está situado na Região Nordeste e tem por limites o oceano Atlântico a leste e os estados da Bahia, a oeste e a sul, e de Alagoas, a norte, do qual está separado pelo Rio São Francisco. Está dividido em 75 municípios e é o menor dos estados brasileiros, ocupando uma área total de 21 910 km², tornando-o pouco maior que El Salvador. Em 2021, sua população foi recenseada em 2,3 milhões de habitantes. Sua capital e cidade mais populosa é Aracaju, sendo sede da Região Metropolitana de Aracaju, que inclui os municípios de Barra dos Coqueiros, Nossa Senhora do Socorro e São Cristóvão.
Sergipe emancipou-se politicamente da Bahia em 8 de julho de 1820. A então capitania de Sergipe del-Rey viria a ser elevada à categoria de província quatro anos depois, e, finalmente, a estado após a proclamação da República em 1889. A atividade agrícola é um fator da economia sergipana. Em destaque nesse ramo, encontra-se o cultivo da cana-de-açúcar. A laranja e o coco também são produzidos pelo estado. O extrativismo mineral é outra atividade do setor primário. Petróleo, gás natural, calcário e potássio são os principais.

## Etimologia

Do tupi: seri + îy (leia-se: gi) + -pe (uma posposição átona). No Nordeste, há um caso de variação linguística. Enquanto no resto da costa brasileira a palavra para rio era y, no Nordeste era îy.

O nome do estado vem da antiga língua tupi e significa "no rio dos siris" (referindo-se ao Rio Sergipe), por meio da junção das palavras siri (siri), îy (rio) e -pe (em) que na linguagem dos colonizadores tornou-se Sergipe. Cabe notar um caso de variação linguística na língua tupi, pois, na região que atualmente compreende o Nordeste do Brasil, a palavra rio é îy (pronuncia-se "gi"), enquando no resto do território nacional ela é 'y.
Há diversas hipóteses para a ocorrência da posposição -pe no nome de tantos topônimos no Brasil. Contudo, não há uma explicação conclusiva a respeito. O que o filólogo Eduardo Navarro defende é que esses topônimos foram criados pelos próprios nativos, e estão entre os mais antigos do Brasil, podendo ser inclusive de origem pré-histórica, isto é, anterior ao descobrimento oficial do Brasil pelos europeus. Todavia, não sabemos o porquê de os indígenas colocarem o morfema -pe ao final dos nomes. Trata-se de um fenômeno gramatical que não conhecemos ao certo, pois essa função da posposição -pe não foi descrita por nenhum gramático do tupi.

## História

### Pré-história
Os primeiros indícios da ocupação humana do território que hoje corresponde ao estado de Sergipe são datados de 9000 a.C. Esses primeiros povos não conheciam a escrita, sendo objeto de estudo da Pré-História, que, no caso do continente americano, compreende o período que antecede a chegada dos europeus. Por não haver registros escritos, o estudo é feito por achados arqueológicos: pinturas rupestres, ossos, restos de cerâmica e outros artefatos. E através da análise dessa cultura material que os arqueólogos identificaram a existência de três culturas ou tradições arqueológicas: Canindé, Aratu e Tupi-guarani.

### Período colonial

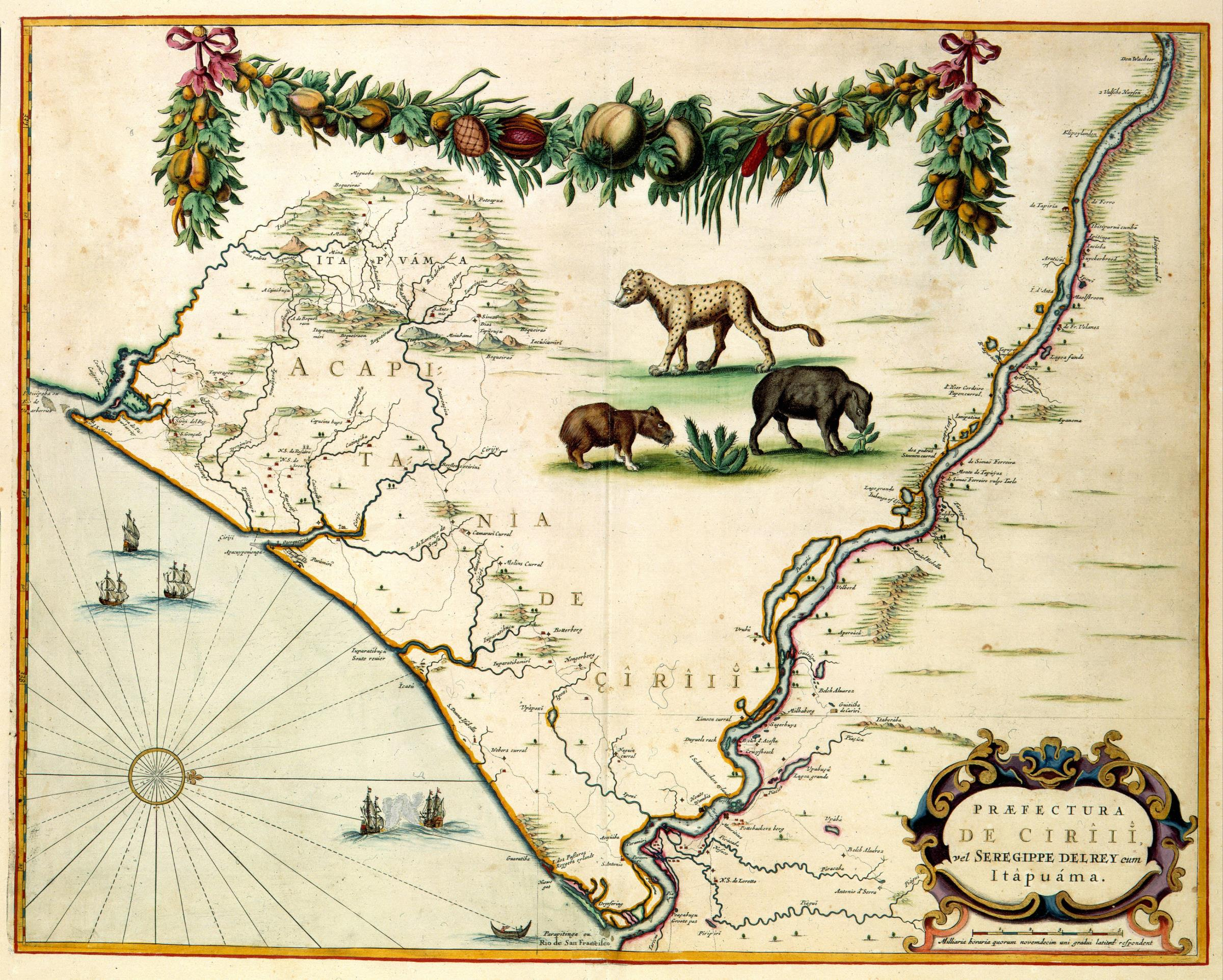
Carta da Sub-Capitânia de Sergipe d'El-Rey (Çîrîiî) até Itabaiana (Itapuáma), do rio São Francisco até o Rio Vaza-Barris (Obra do cartógrafo Joan Blaeu, Holanda, 1665)

Durante décadas, os portugueses deram pouca atenção a Sergipe, o que permitiu que contrabandistas franceses de pau-brasil fizessem escambo com os indígenas locais. Com isso, iniciaram-se os esforços para a colonização portuguesa dessa área. Em 1575, os jesuítas fizeram sua primeira tentativa, sem sucesso, de catequisar os indígenas. A conquista definitiva ocorreu apenas em 1590, por Cristóvão de Barros, após uma série de batalhas pela posse da terra, e, em seguida, foi fundado o arraial e vila de São Cristóvão, sede da Capitania de Sergipe d’El Rey, vinculada à Capitania da Bahia de Todos os Santos.
Após a conquista de Sergipe, o território foi colonizado. O litoral e a Zona da Mata foram ocupados pela plantação de cana, concentrada no vale do Rio Cotinguiba, usando-se da mão de obra africana escravizada. Grande parte do interior sergipano foi colonizada pela pecuária, que alcançou também partes da Bahia.
Em 1637, os holandeses invadiram Sergipe, trazendo grande prejuízo local, com lavouras e canaviais destruídos, cabeças de gado roubadas e uma desorganização social e econômica da região. Em 1645, as terras sergipanas foram recuperadas pelos portugueses e repovoadas, com as características anteriores à ocupação batava.
Em 1696, Sergipe d’El Rey se tornou uma capitania independente, emancipando-se da Bahia. Nos anos seguintes, foram criadas as vilas de Itabaiana, Lagarto, Santo Amaro das Brotas e Santa Luzia (atual Santa Luzia do Itanhi).
Em 1763, a Capitania de Sergipe foi reanexada à da Bahia, sendo o território sergipano responsável por um terço da produção de açúcar baiana, além de fornecer couro, farinha, algodão e tabaco. As constantes intervenções do governo baiano em Sergipe geraram um desejo de autonomia local, concretizado em 8 de julho de 1820, quando o Rei D. João VI recria a Capitania de Sergipe, desmembrada da Bahia.

### Império

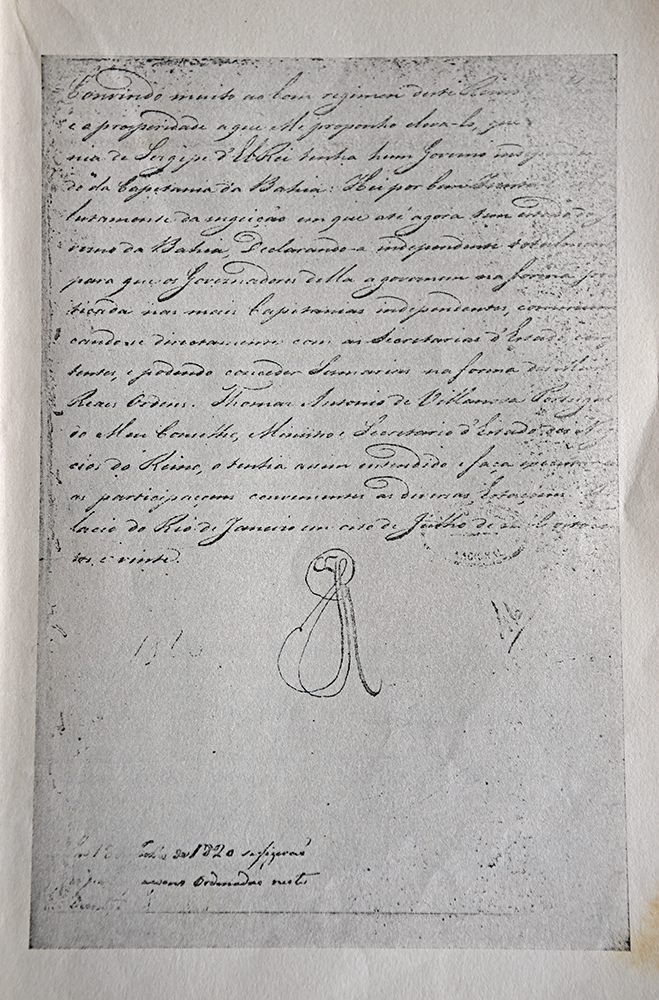
Decreto real, assinado pelo rei D. João VI, concedendo a emancipação administrativa da Capitania de Sergipe em 8 de julho de 1820.

Em 1822, após a independência do Brasil, Sergipe tornou-se uma província.
Durante Primeiro Reinado e, principalmente, durante o período regencial, a província viveu as mesmas inquietações que outras províncias do país, com o sentimento nativista e liberal se manifestando em diferentes oportunidades, como a Revolta de Santo Amaro.
A emancipação política da Província de Sergipe representou também a emancipação econômica, com a elite local diminuindo sua dependência em relação à Salvador. Nas décadas seguintes à emancipação, o ciclo do açúcar, sobretudo no vale do Cotinguiba, trouxe prosperidade à província, o que levou a transferência da sua capital, em 1855, para Aracaju, uma cidade planejada.
A partir de 1860, a cultura do algodão na região de Itabaiana alavanca o desenvolvimento econômico e propiciou o surgimento das primeiras indústrias têxteis, cuja exportação cresceu bastante nas primeiras décadas da República.

### República

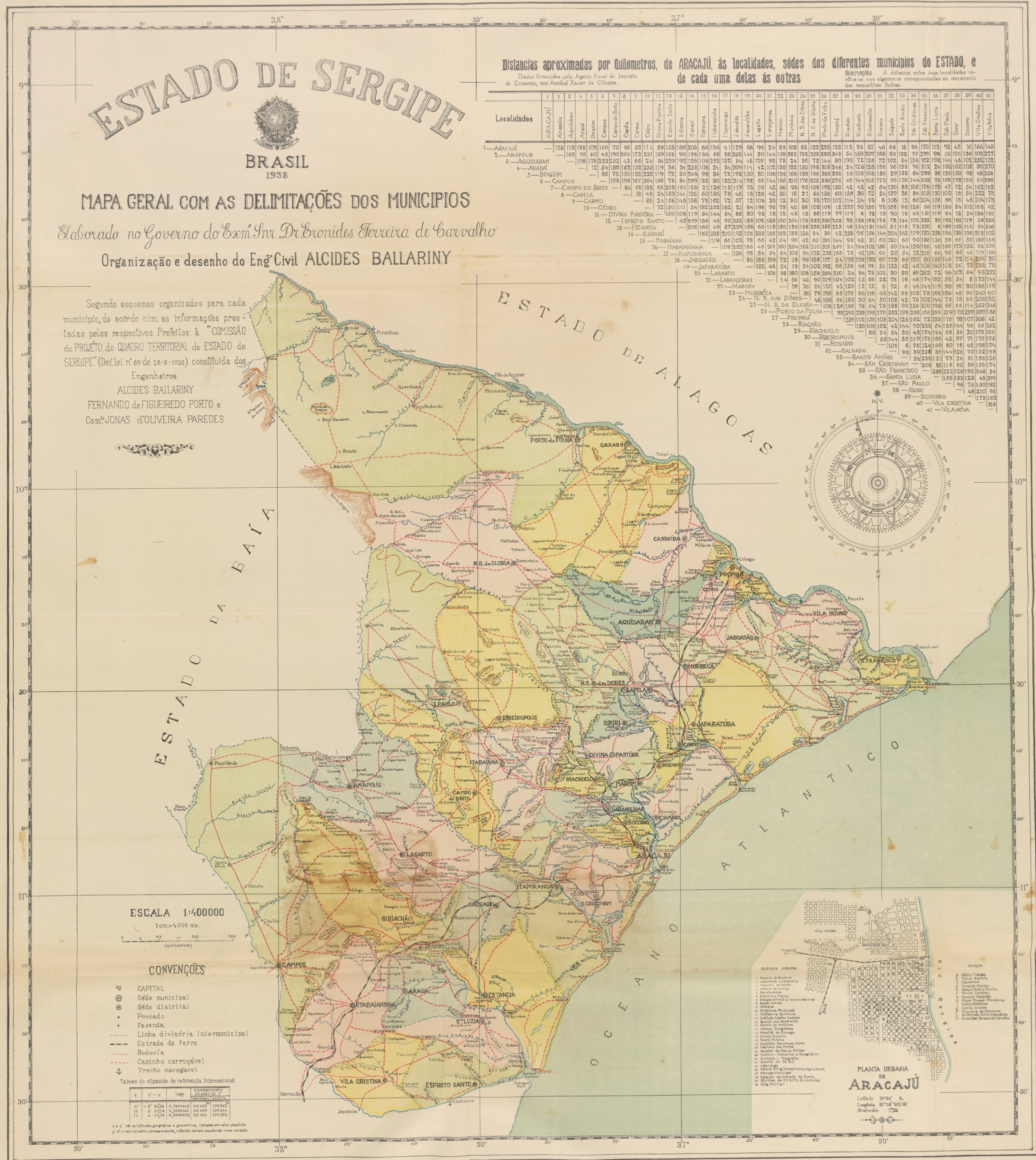
Mapa de Sergipe em 1937

Com a Proclamação da República, em 1889, Sergipe passou a ser um Estado da Federação. Em 1892, foi promulgada a primeira Constituição estadual.
Em 1924 e 1926, inspirados no tenentismo, alguns oficiais militares de média patente, liderados por Augusto Maynard Gomes, tentaram depor o então governador Maurício Graccho Cardoso, que governou de 1922 a 1926.
Com a Revolução de 1930, o estado passou a ser governado por interventores e governadores ligados a Getúlio Vargas. Nessa época, em 1938, Lampião e seu bando foram mortos em Poço Redondo, no sertão do estado, marcando a decadência do Cangaço.
A costa sergipana foi palco de três naufrágios entre 15 e 16 de agosto de 1942, durante a Segunda Guerra Mundial, quando os navios Baependi, Araraquara e Aníbal Benévolo foram torpedeados pelo submarino alemão U-507, comandado por Harro Schacht, causando quase 600 mortes. Os ataques foram em resposta ao rompimento das relações entre o Brasil e os países do Eixo.
As comunidades alemãs e italianas foram perseguidas, sendo notório o caso do italiano Nicola Mandarino, que foi acusado de espião pela população e teve sua casa incendiada em Aracaju. Protestos seguiram-se no estado e em todo o país, e em 22 de agosto do mesmo ano, o Presidente Getúlio Vargas declarou guerra à Alemanha e Itália.
Em 1963, foi descoberto petróleo em Carmópolis e, nas décadas seguintes, esse produto passou a compor uma parcela importante da economia estadual. Na segunda metade do século XX, fixou-se também em Sergipe a fábrica de cimentos.
Os anos 1990 no estado foram marcados pelo impulsionamento da economia, decorrentes da abertura da Usina Hidrelétrica de Xingó, mudanças na legislação tributária estadual para atrair investidores, a inauguração do Porto de Sergipe e a chegada da indústria cloroquímica.

## Geografia

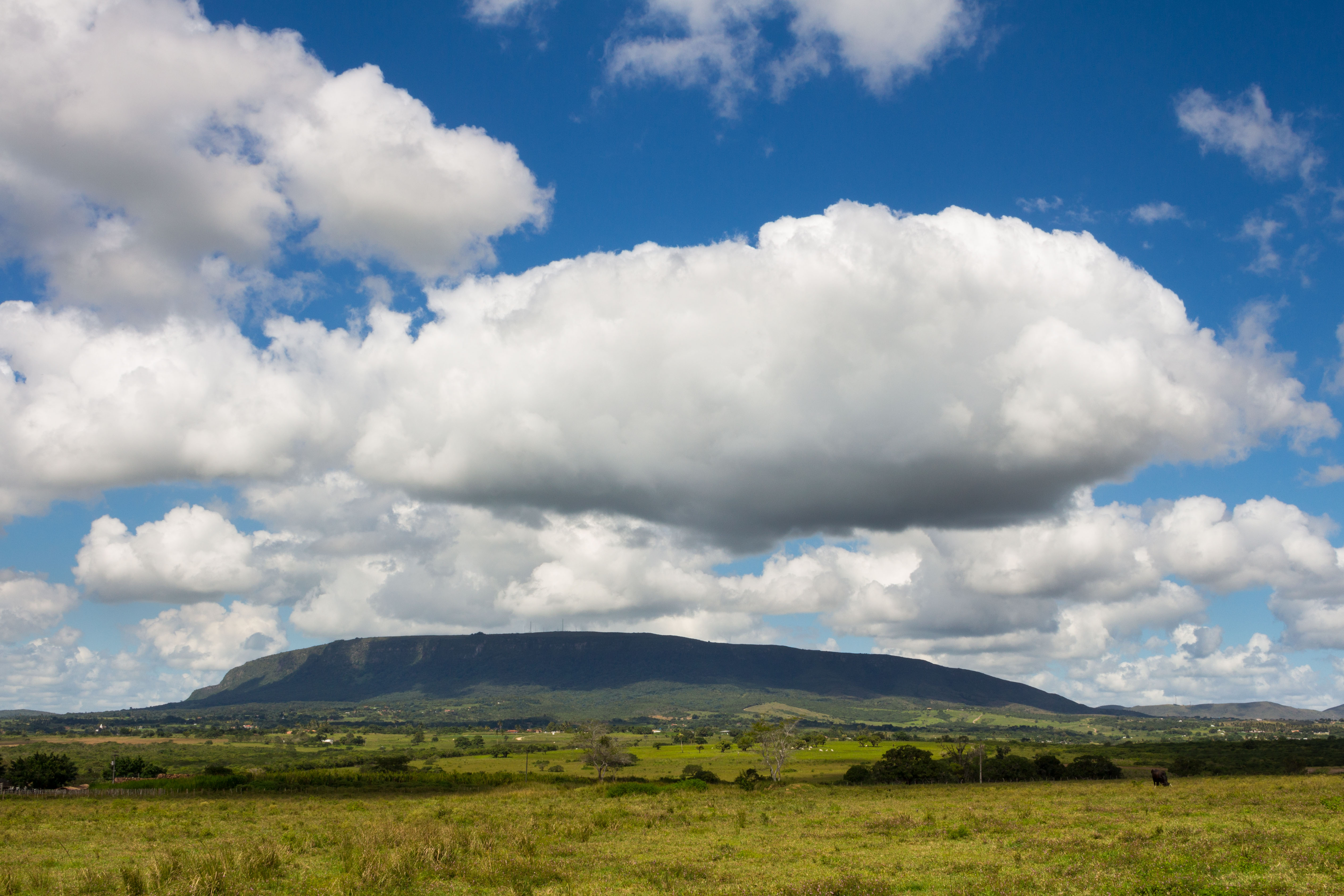
Parque Nacional Serra de Itabaiana.

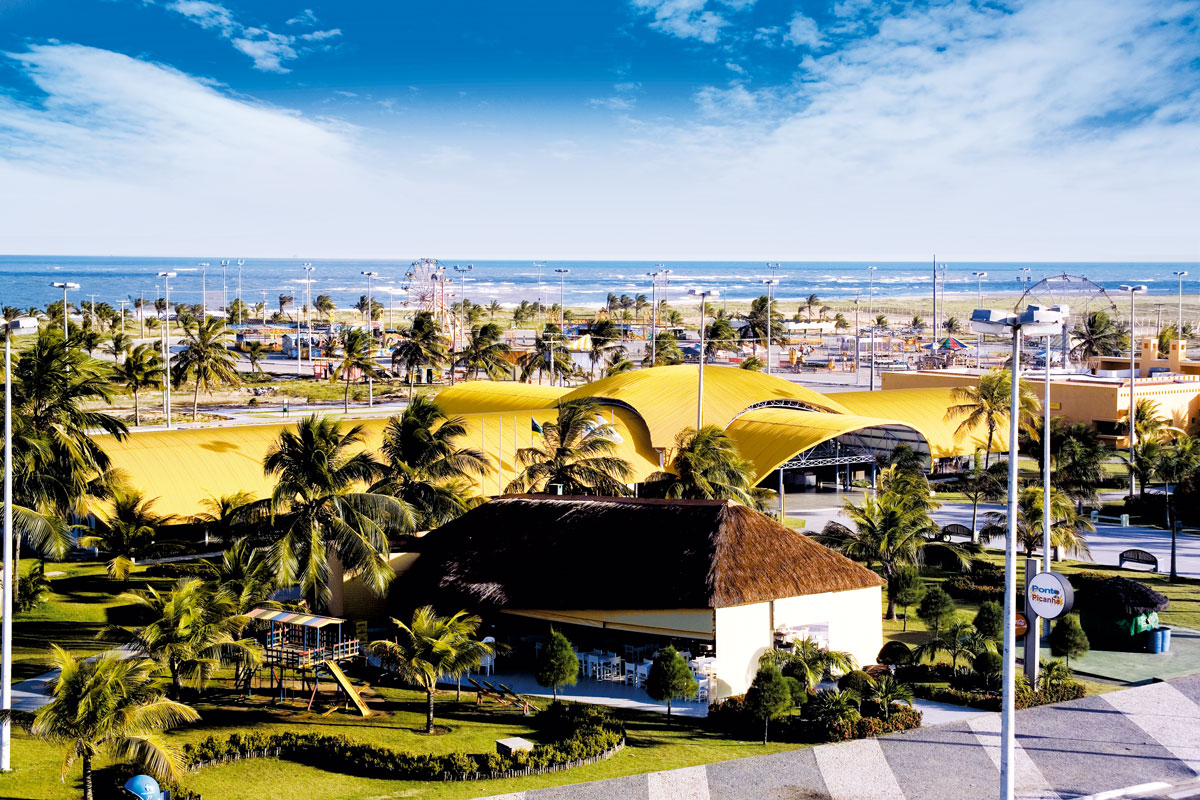
Orla de Atalaia em Aracaju.

### Relevo
Sergipe tem um relevo baixo e regular, com cerca de 85% de seu território estando a menos de 300 m de altitude.
O litoral sergipano é largo, formado por dunas e relevo plano. Conforme se avança para o interior, surgem pequenas elevações em formato de mesa - os tabuleiros -, que se estendem até o centro do estado, separadas por vales de fundo achatado, onde há amplas várzeas. O pediplano domina a porção ocidental do estado, com um relevo regular ou ligeiramente ondulado, em meio ao qual estão os inselbergues. A planície aluvial do rio São Francisco está ao longo da divisa com Alagoas e termina no litoral, em uma formação deltaica.
As poucas e maiores elevações do estado constam-se em serras e colinas mais próximas à divisa com a Bahia, como é o caso da Serra Negra, no município de Poço Redondo, onde localiza-se o ponto mais alto do Estado, com 742 metros de altitude.

### Hidrografia
São Francisco, Vaza-Barris, Sergipe, Japaratuba, Piauí e Real são os rios principais (veja a lista de rios de Sergipe). O estado encontra-se com 47,26% de seu território dentro do polígono das secas, segundo dados da Organização das Nações Unidas para Agricultura e Alimentação (FAO).
Sergipe possui várias praias, como as de Atalaia, Aruana, Refúgio, Náufragos, Robalo e Mosqueiro, todas no município de Aracaju, no litoral sul do estado; Caueira, no município de Itaporanga d'Ajuda, ao sul de Aracaju; e Pirambu, a trinta quilômetros da capital, já no litoral norte. Pirambu conta com uma base do Projeto Tamar, à qual o acesso ficou facilitado pela construção, no ano de 2006, da Ponte Construtor João Alves, que liga a capital ao município de Barra dos Coqueiros. Neste município, tem destaque o povoado chamado Atalaia Nova, que é banhado pelo rio Sergipe e pelo oceano Atlântico, proporcionando excelente lazer e diversão, num local de tranquilidade e bastante contato com a natureza.
A cidade de Canindé de São Francisco, distante 186 quilômetros da capital, é um dos pontos turísticos mais atrativos do estado de Sergipe. Aqui, o Rio São Francisco foi represado para a construção da Usina Hidrelétrica de Xingó, formando um lago de raríssima beleza. Além disso, o turista pode entrar em contato direto com a história da civilização local através dos achados que estão expostos à visitação pública no Museu de Arqueologia de Xingó, que é administrado pela Universidade Federal de Sergipe. A visita ao "Paraíso do Talhado" no lago da hidrelétrica é obrigatória a todos aqueles que vão conhecer o Cânion de Xingó, que se situa na divisa dos estados de Sergipe, Bahia e Alagoas.

Sergipe na classificação climática de Köppen.

### Clima
O clima é tropical, mais úmido próximo ao litoral (pluviosidade média anual de 1 600 mm na capital, com maior intensidade de chuvas entre março e julho) e semiárido no sertão. Em algumas ocasiões, a seca no Oeste do estado pode se prolongar por quase um ano.

### Vegetação
A vegetação de Sergipe, já bastante modificada pelo homem, é constituída da Mata Atlântica (floresta tropical) no litoral e Zona da Mata e da Caatinga (savana estépica) na porção ocidental, com uma vegetação de transição, o agreste, na porção central do estado.

## Demografia
Segundo estimativas de 2013 da ONU, a capital sergipana, Aracaju, possui o maior IDH da Região Nordeste, registrando na pesquisa um IDH de 0,770. Apesar disso, o estado está em 23ª lugar em âmbito nacional, com um IDH de 0,702, considerado alto. Espera-se, que dentro de alguns anos, seja o primeiro do nordeste com uma cidade a entrar no grupo com IDH muito alto, categoria onde só estão inseridos até agora cidades das regiões Sul, Sudeste e Centro-Oeste.
Os dados do censo 2022 revelaram que a composição étnica da população sergipana corresponde a: pardos (62%), brancos (25%), pretos (13%) e amarelos e indígenas (0,3%).

### Religiões
| Religiões em Sergipe (2010) | Religiões em Sergipe (2010) | Religiões em Sergipe (2010) | Religiões em Sergipe (2010) | Religiões em Sergipe (2010) |
| --------------------------- | --------------------------- | --------------------------- | --------------------------- | --------------------------- |
| Religião                    |                             |                             | Porcentagem                 |                             |
| Catolicismo romano          | Catolicismo romano          |                             | 76,37%                      | 76,37%                      |
| Protestantismo              | Protestantismo              |                             | 11,76%                      | 11,76%                      |
| Sem religião                | Sem religião                |                             | 8,58%                       | 8,58%                       |
| Espiritismo                 | Espiritismo                 |                             | 1,07%                       | 1,07%                       |
| Outras                      | Outras                      |                             | 1,77%                       | 1,77%                       |

De acordo com o censo demográfico de 2010, da população total do estado, existiam 1 579 480 católicos apostólicos romanos, 243 330 evangélicos, 22 266 espíritas, 14 755 Testemunhas de Jeová, 6 500 outras religiosidades cristãs, 5 394 católicos apostólicos brasileiros, 4 371 umbandistas e candomblecistas, 2 326 mórmons, 709 católicos ortodoxos, 509 budistas, 501 espiritualistas, 493 esotéricos, 435 pertencentes a tradições indígenas, 433 novos religiosos orientais, 184 judaístas e 22 islâmicos. Existiam ainda 177 620 pessoas sem religião, 5 005 com religião indeterminada (mal definida) ou múltiplo pertencimento, 3 240 não souberam e 405 não declararam.

## Política

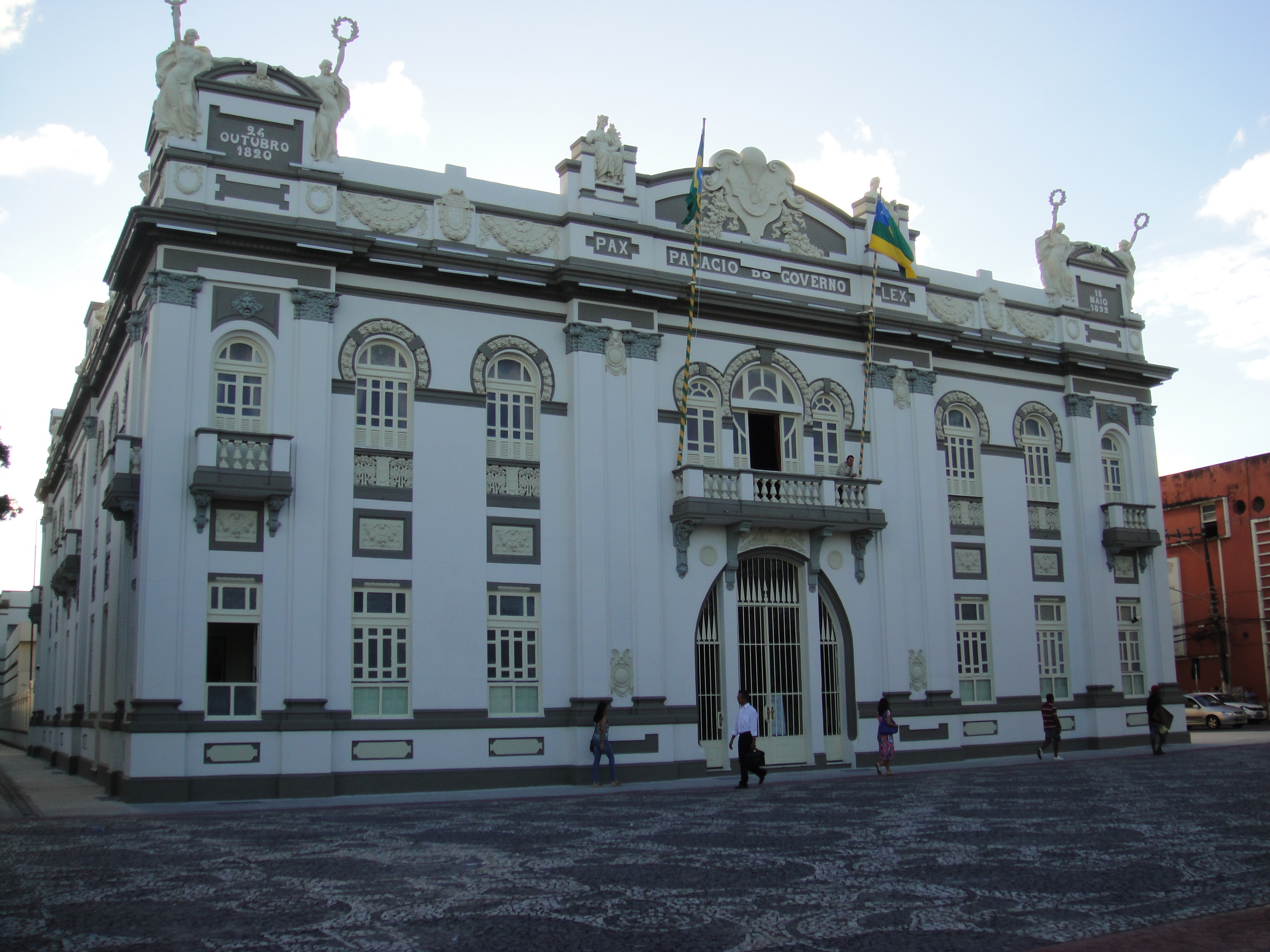
Palácio Olímpio Campos, ex-sede do Poder Executivo

O poder executivo é exercido pelo governador de Sergipe. O atual governador é Fábio Mitidieri. Anteriormente, ocuparam o cargo Belivaldo Chagas Silva, do PSD, que era vice de Jackson Barreto e assumiu o posto após este abdicar do cargo para concorrer ao Senado. Barreto foi eleito vice-governador em 2006 na chapa de Marcelo Déda (Partido dos Trabalhadores) para o período de quatro anos (2007 - 2010) e reeleito para um novo mandato (2011–2014). Com a morte de Déda, em 2 de dezembro de 2013, Jackson Barreto assumiu o Governo do Estado, e foi reeleito nas eleições de 2014.
O poder legislativo é exercido pela Assembleia Legislativa do Estado de Sergipe, que é composta por 24 deputados. A TV Alese é um órgão de comunicação da Assembleia Legislativa que divulga as ações desta instituição.
O poder judiciário de Sergipe possui sede no Tribunal de Justiça do Estado de Sergipe, e é composto por treze desembargadores. Representações deste poder estão espalhadas por todo o estado por meio de comarcas, classificadas em primeira, segunda ou terceira entrância; ao todo, existem 47 comarcas instaladas em Sergipe.

## Subdivisões

Divisão das regiões intermediárias (vermelho) e imediatas (cinza)

Sergipe é a vigésima primeira unidade da federação em número de municípios, com 75 no total. O município com a maior área é Poço Redondo, localizado na região geográfica imediata de Nossa Senhora da Glória, com 1 220 km² de extensão. O menor é General Maynard, com apenas 18,1 km², localizado na região geográfica imediata de Aracaju.
Os municípios são agrupados pelo IBGE em regiões geográficas intermediárias e regiões geográficas imediatas. As regiões geográficas intermediárias foram apresentadas em 2017, com a atualização da divisão regional do Brasil, e correspondem a uma revisão das antigas mesorregiões, que estavam em vigor desde a divisão de 1989. As regiões geográficas imediatas, por sua vez, substituíram as microrregiões.
As regiões geográficas intermediárias congregam diversos municípios de uma área geográfica com similaridades econômicas e sociais, não constituindo uma entidade política ou administrativa, sendo utilizada apenas para fins estatísticos. As duas regiões geográficas intermediárias de Sergipe são: Região Geográfica Intermediária de Aracaju e a Região Geográfica Intermediária de Itabaiana. Uma subdivisão da região intermediaria é a região imediata. O território sergipano é dividido em 6 regiões geográficas imediatas, são elas: Aracaju, Estância, Propriá, Itabaiana, Lagarto, Nossa Senhora da Glória.

## Economia

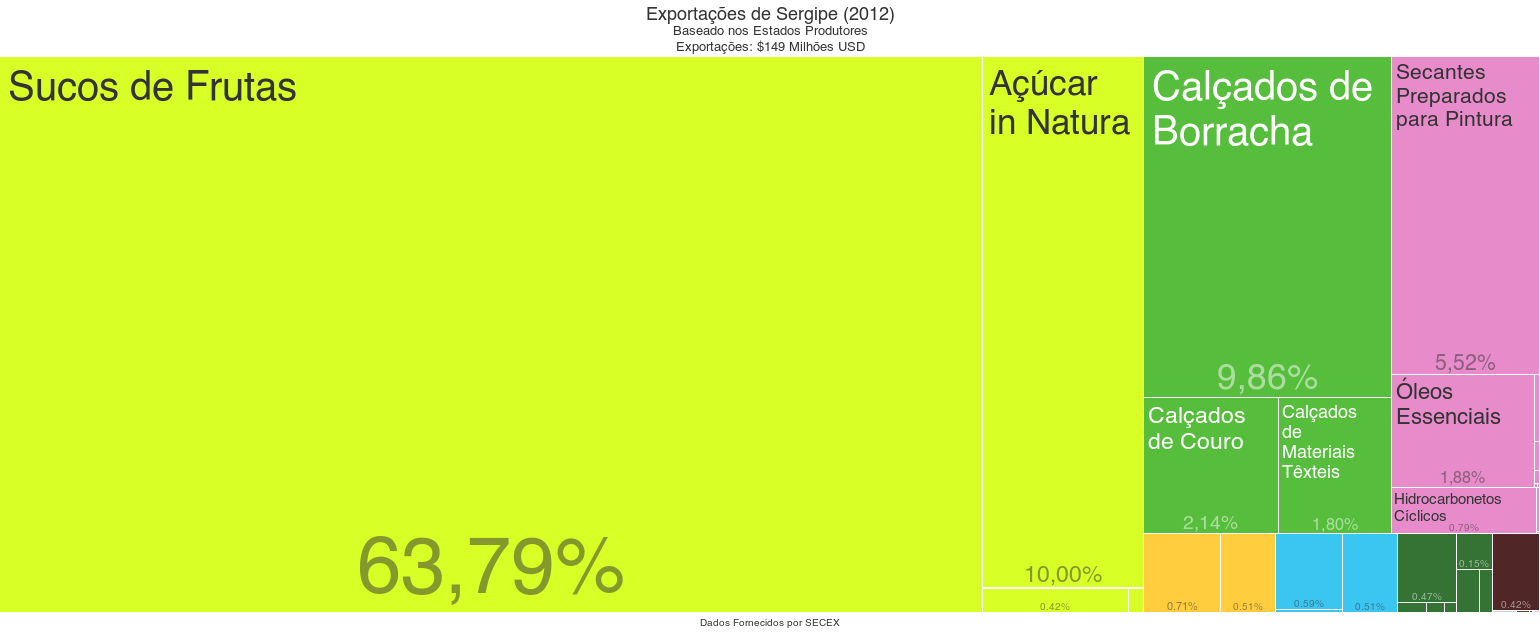
Exportações de Sergipe - (2012)

Os dados de 2008 do governo apontam que a economia do estado de Sergipe tem participação de 0,6 por cento no produto interno bruto nacional. A composição do produto interno bruto está dividida em: Agropecuária, que corresponde a 5,2%; Indústria, 33%; e Serviços, que corresponde a 61,8% do total. O produto interno bruto está em R$ 9 779 per capita. Na pauta de exportação, o estado de Sergipe exportou o equivalente a US$ 60 700 000 (sessenta milhões e setecentos mil dólares). Os principais produtos exportados são: suco de laranja (33%), cimento (17%), açúcar (14%), outros sucos de fruta (13%), calçados (13%) e outros (10%).
O volume total de exportações do estado aumentou consideravelmente desde 2009, atingindo a marca de US$ 149 000 000,00 (cento e quarenta e nove milhões de dólares) no último em 2012. Este montante é representado, principalmente por suco de frutas (63,79%), açúcar in natura (10%), calçados de borracha (9,86%), secantes preparados para pintura (5,52%) e calçados de couro (2,14%). Já na pauta de importação, o estado importou o equivalente a US$ 153 300 000 (cento e cinquenta e três milhões e trezentos mil dólares). Os principais produtos importados são: máquinas e equipamentos (34%), trigo (14%), adubos e fertilizantes (12%), fios e tecidos (9%), coque de petróleo (8%), produtos das indústrias químicas (4%), plástico e seus produtos (3%), obras de ferro e aço (3%) e outros (13%), segundo dados de 2009. A Federação das Indústrias do Estado de Sergipe é a entidade sindical dos donos das empresas. A entidade congrega a maioria dos donos e dirigentes industriais.

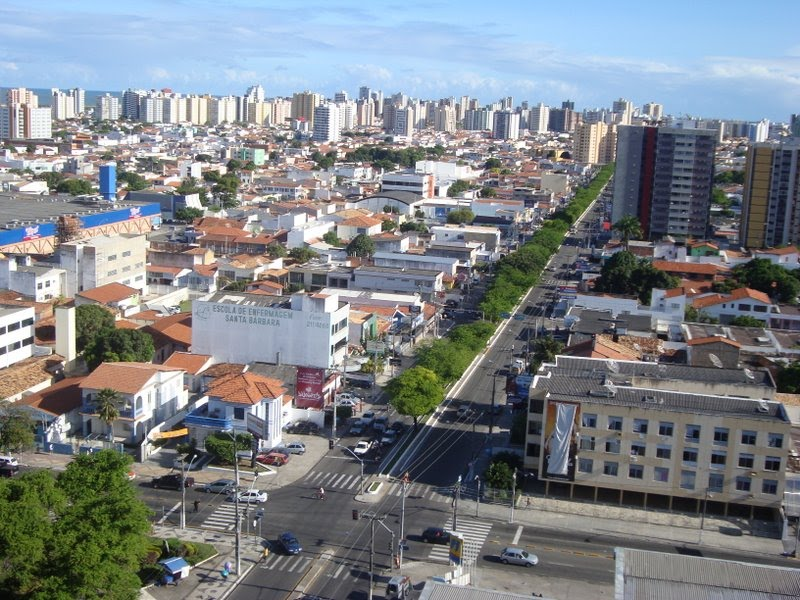
Aracaju, centro político e econômico do estado

A principal atividade agrícola de Sergipe é o cultivo de cana-de-açúcar (mais de 2 milhões de toneladas produzidas em 2018, para a fabricação de açúcar e etanol). Além da cana, são cultivados coco (2º maior produtor do Brasil em 2017, com 234 milhões de frutos), laranja (6º maior produtor do Brasil em 2018, com 354 mil toneladas) e mandioca (153 mil toneladas produzidas em 2018). Ao contrário de muitos estados brasileiros, a criação de gado não é muito importante. Uma pequena indústria de couro também existe.
Sergipe tinha em 2018 um PIB industrial de R$ 7,5 bilhões, equivalente a 0,6% da indústria nacional e empregando 65 327 trabalhadores na indústria. Os principais setores industriais são: Serviços Industriais de Utilidade Pública, como Energia Elétrica e Água (36,6%), Construção (24,7%), Alimentos (8,8%), Químicos (3%) e Minerais não metálicos (2,3%). Estes 5 setores concentram 75,4% da indústria do estado.
A exploração de recursos minerais é uma atividade muito importante para o estado, sendo explorado o petróleo, gás natural, calcário e potássio. A Petrobras explora campos de petróleo e gás natural no estado, tanto em terra como no mar, sendo o quinto estado brasileiro em produção de petróleo, com uma produção de 41 647 barris por dia, ficando atrás do Rio de Janeiro, Rio Grande do Norte, Bahia e Espírito Santo. Recentemente foi descoberto no litoral da Barra dos Coqueiros um campo de petróleo, que, segundo estimativas da Petrobras, pode corresponder a um terço do volume de petróleo produzido na bacia de Campos(que é a maior do país em produção). Em 2011, problemas ambientais e trabalhistas fizeram a Petrobras cogitar o fechamento de 25 das 26 plataformas que se encontram na costa sergipana, o que não chegou a ocorrer de fato. A Vale S.A. explora a maior mina de potássio do Hemisfério Sul, localizado no município de Rosário do Catete.

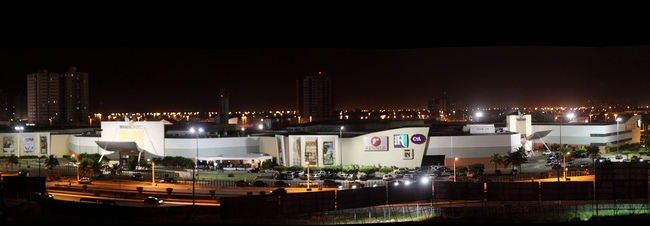
Shopping Jardins, em Aracaju

Em Aracaju existem três shopping centers: RioMar, Jardins e o Aracaju Parque Shopping. O Shopping Prêmio é o primeiro fora da capital, localizado em Nossa Senhora do Socorro e explora também o potencial consumidor de sua Região Metropolitana. Em Aracaju, existe ainda a Rua do Turista, fechada em 2003 e reaberta em dezembro de 2010, o local interliga a Praça Olímpio Campos e a rua de Laranjeiras, no centro comercial da cidade.
Foi no estado de Sergipe, o local de fundação da quarta maior rede de supermercado do Brasil, o G.Barbosa. A rede que tem sua sede localizada em Sergipe opera também na Bahia em Alagoas e, mais recentemente, no Ceará. Além da citada anteriormente, operam no estado as seguintes redes de supermercados: Bompreço (fundada pelo Sergipano João Carlos Paes Mendonça em Casa Amarela, Recife, posteriormente vendido ao Walmart), Extra, Makro e Atacadão.

### Turismo

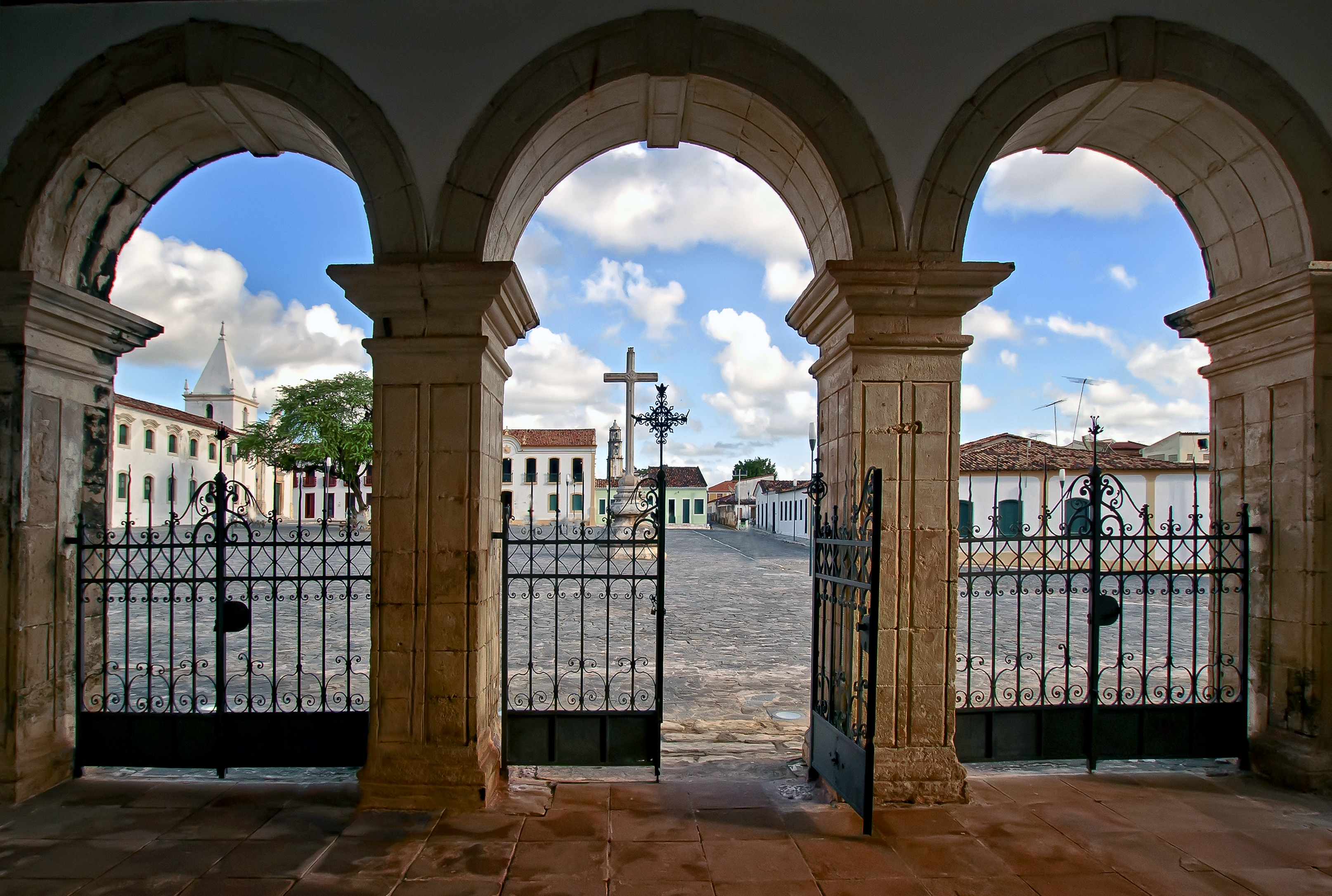
Praça São Francisco na cidade histórica de São Cristóvão.

Além das praias e atrações do principal polo turístico do estado, a capital Aracaju, as cidades históricas de Sergipe também são pontos turísticos relevantes. A cidade de São Cristóvão, quarta cidade mais antiga do país, foi tombada pelo Instituto do Patrimônio Histórico e Artístico Nacional desde janeiro de 1967, preserva prédios históricos e conta com vários museus onde há importantes partes da história sergipana. Recentemente a Praça São Francisco, tornou-se Patrimônio Cultural da Humanidade. Outra cidade histórica de Sergipe, é o município de Laranjeiras, conhecido por também possuir construções antigas que aos poucos estão sendo recuperadas, alguns desses prédios são igrejas datadas dos séculos XVII e XVIII, como por exemplo a Igreja Matriz Sagrado Coração de Jesus. O município também é conhecido por seus eventos culturais, como por exemplo o Encontro Cultural de Laranjeiras, o qual conta com teatro de rua, grupos folclóricos, cordel, palestras, seminários e bandas culturais e populares.
A cerca de seis quilômetros da sede do município de Japaratuba, encontra-se o Banho do Prata, uma nascente de águas cristalinas onde as pessoas podem banhar-se nas águas do Rio do Prata, recomenda-se logo após, saborear a moqueca de peixe em um dos quiosques ou acampar com amigos. Outro ponto turístico importante da cidade é a Gruta do Capim Branco, localizada próximo ao povoado São José. A gruta serviu de refúgio para os índios das redondezas no período da colonização dessas terras. O local também é conhecido como Gruta da Mulata. Um fato interessante são as raízes que caem dentro da caverna, em um formato que mais parece com um provador de roupas. A luz que vem da superfície provoca um imagem ainda mais surpreendente. Ainda no município de Japaratuba, há a Festa das Cabacinhas, a mais tradicional das festividades da cidade, sempre realizada na primeira semana de Janeiro. Nessa festa, o intuito é acertar os participantes com a cabacinha onde coloca-se água.

## Infraestrutura

### Saúde

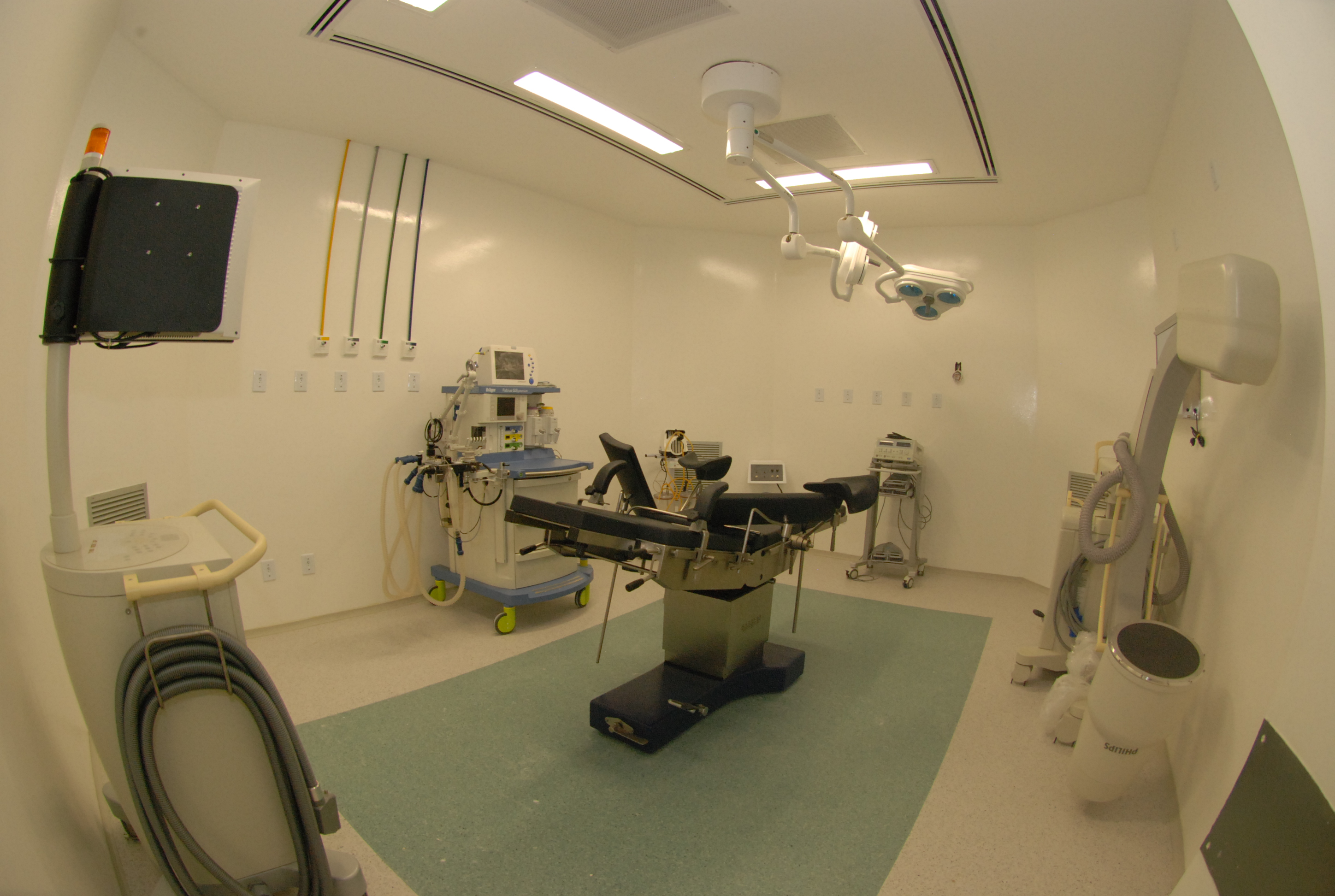
Sala de Cirurgia do Hospital Regional de Estância

O Hospital de Urgência de Sergipe é o maior hospital público do estado. Dos hospitais particulares, os maiores são o Hospital São Lucas, localizado no bairro São José e o Hospital Primavera, localizado no Bairro Jardins.
Existem nos bairros e conjuntos, tanto da capital, quanto do interior, 45 unidades de saúde, as quais realizam atendimentos considerados de baixa densidade tecnológica, como por exemplo, consultas de enfermagem, médicas, imunização, curativos, reuniões, rodas de conversa, entre outros serviços que compõem a atenção primária à saúde.

### Mídia
A primeira emissora de televisão do estado foi a TV Sergipe, inaugurada em novembro de 1971 como afiliada da extinta Rede Tupi. Em 1973, passou a integrar a Rede Globo de Televisão. Em 2009, a TV Atalaia fez a primeira transmissão do sinal de televisão digital no estado. A TV Sergipe dá início à transmissão de Tv Digital em março de 2010.
Em Sergipe, há sete emissoras de televisão, sendo cinco por televisão aberta e duas por televisão por assinatura. As abertas são a TV Aperipê, TV Sergipe, TV Atalaia, a TV Canção Nova Aracaju e a Rede Gênesis. As por assinatura são a TV Cidade e TV Alese. Em relação a afiliadas das cinco principais redes de televisão comercial aberta, o estado conta com afiliadas a Rede Globo (TV Sergipe) e a Record TV (TV Atalaia). Existe também, uma emissora pública, a TV Aperipê, afiliada a TV Cultura, e a legislativa, a TV Alese. Há uma emissora geradora de programação católica, a TV Canção Nova Aracaju. Ainda há uma concorrência para geradora comercial na capital Aracaju, em curso desde dezembro de 2009.

### Energia

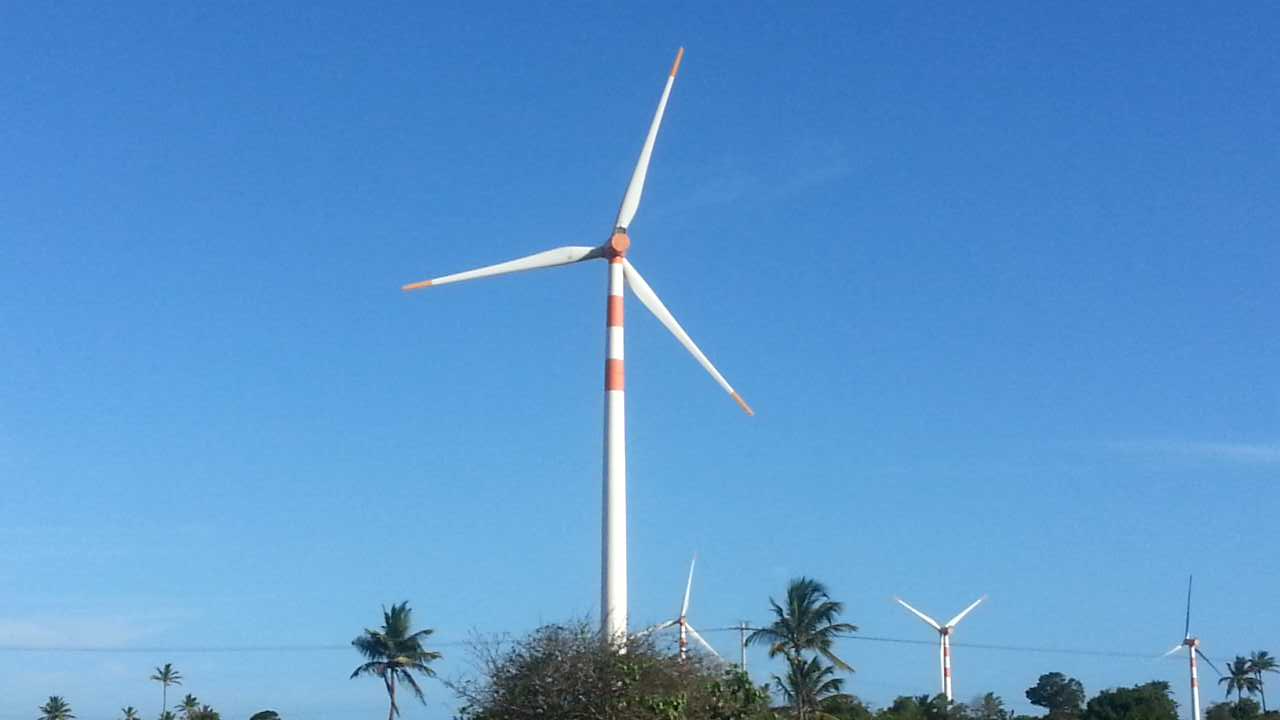
Parque eólico Barra dos Coqueiros.

A Usina Hidrelétrica de Xingó está instalada no Rio São Francisco, na divisa com Alagoas. Em janeiro de 2013 foi inaugurada o Parque eólico Barra dos Coqueiros no município da Barra dos Coqueiros, com produção para contemplar mais de 120 mil habitantes, e cerca de 35 MW.

### Transportes
Em Aracaju, há o Sistema Integrado de Transporte, que compreende terminais de ônibus para integração e linhas alimentadoras, que levam os passageiros dos bairros para os terminais, onde embarcam em outros ônibus, que os levam para seus destinos. Há linhas que passam por dois ou três terminais, levando os passageiros ao centro da capital ou até a Região Metropolitana. As empresas que fazem parte do sistema de transporte público integrado da capital e da Região Metropolitana são: Viação Progresso/Transporte Tropical/AVP - Auto Viação Paraíso (Grupo Progresso), Viação Modelo/Capital Transportes/Viação Halley (Grupo FretCar) e Viação Atalaia (Grupo Itamaracá).
Os táxis de Aracaju pertencem tanto a cooperativas quanto a particulares e são caracterizados por sua cor branca, uma placa acima do veículo e adesivos nas latarias. Em Aracaju, a atividade dos mototaxistas ainda não foi regulamentada e não há previsão para que ocorra. Duas rodovias federais cortam o estado, a BR-101, no sentido sul-norte, em fase de duplicação em toda sua extensão desde o ano de 2010, com previsão de entrega no final do ano de 2014 havendo alguns trechos já entregues em especial no sentido sul até o município de Estância, e ao norte até a entrada do município de Riachuelo e a BR-235, no sentido oeste-leste.
O Aeroporto Internacional de Aracaju (Aeroporto Santa Maria) é o único do estado administrado pela Empresa Brasileira de Infraestrutura Aeroportuária. Nele, circulam, diariamente, 6 000 pessoas e há operações de helicópteros que transportam passageiros para plataformas de petróleo no litoral do estado.

### Segurança pública
A Polícia Civil do Estado de Sergipe, também subordinada ao Governador por meio da Secretaria de Segurança Pública, tem a missão, dentro do território sergipano, de exercer, com exclusividade, as funções de Polícia Judiciária, procedendo a investigação pré-processual e a formalização de atos investigatórios relacionados com a apuração de infrações penais, especialmente inquéritos policiais, termos circunstanciados de ocorrência e outros procedimentos correlatos, bem como praticar atos necessários a assegurar a apuração de infrações penais, inclusive o cumprimento de mandado de prisão, a realização de diligências requisitadas, fundamentadamente, pelo Poder Judiciário ou Ministério Público, e o fornecimento de informações para a instrução processual. Possui, como estrutura operacional, a Coordenadoria de Polícia Civil da Capital (COPCAL), responsável pelas delegacias na cidade de Aracaju e sua região metropolitana, e a Coordenadoria de Polícia Civil do Interior (COPCIN), responsável pelas delegacias de polícia do interior do estado. Possui, ainda, o Centro de Operações Policiais Especiais, ao qual estão subordinados a Divisão de Telecomunicações (DITEL) e a Divisão de Inteligência e Planejamento Policial (DIPOL).

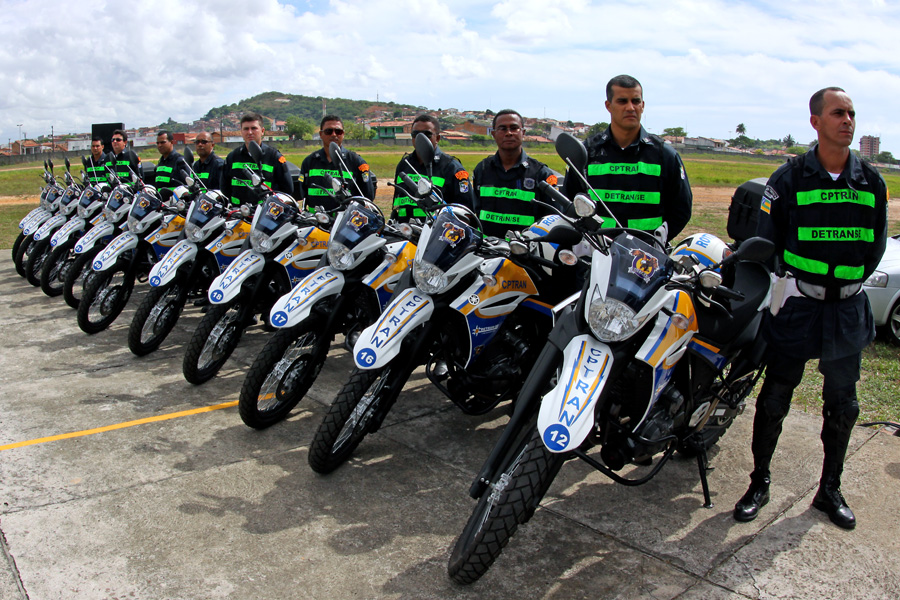
Policiamento de trânsito da Polícia Militar do Estado de Sergipe.

A Polícia Militar do Estado de Sergipe foi criada em 1835 com a denominação de Corpo Policial da Província. Historicamente a Corporação seguiu o mesmo percurso das demais Polícias Militares. Em 1917 passou a Força Auxiliar do Exército. E em 1920 foi reestruturada como um Batalhão Policial, com uma Seção de Bombeiros. A partir de 1946 passou a desenvolver a configuração atual, constituindo progressivamente as atuais modalidades de policiamento. A Polícia Militar conta com: Comando-Geral, Estado-Maior e oito batalhões em todo o estado: três na Grande Aracaju (1º, 5º e 8º) e os demais no interior (2º, 3º, 4º, 6º e 7º). Além do Batalhão Especial de Segurança Patrimonial, de Operações Especiais e de Policiamento de Guardas. Fazem parte, ainda, as companhias de Polícia Rodoviária, de Trânsito, de Choque, Fazendária, Escolar, Radiopatrulha, Ambiental e dez companhias de Polícia Comunitária.
O Corpo de Bombeiros Militar do Estado de Sergipe foi criado em outubro de 1920, com a denominação de Seção de Sapadores Bombeiros, subordinado à Força Pública do Estado, atual Polícia Militar. Em 1936, passou a designar-se como Companhia de Bombeiros, e foi transferido para a administração do Município de Aracaju. Em 1955, foi transformado no Corpo de Bombeiros Municipal de Aracaju. Em 1984 a Corporação foi transferida do Município para o Estado, e incorporada à Polícia Militar com a estrutura operacional de batalhão. Em 1999, desvinculou-se da PMSE, passando a dispor de autonomia administrativa e financeira própria. Possui, ao todo, cinco Grupamentos no estado, distribuídos dessa forma: 1º GBM - Aracaju; 2º GBM - Estância; 3º GBM - Itabaiana; 4º GBM - Grupamento de Salvamento Marítimo (com viaturas de salvamento e combate à incêndio) - Aracaju; e 5º GBM - Nossa Senhora do Socorro.
A Coordenadoria Geral de Perícias do Estado de Sergipe foi criada em 29 de janeiro de 1991, como um órgão de natureza operacional integrante da estrutura administrativa da Secretaria de Estado da Segurança Pública e subordinada diretamente ao Secretário de Segurança Pública. Tem como principais atribuições a promoção, execução e coordenação das perícias criminais, médico-legais e odonto-legais, dos serviços de identificação, do desenvolvimento de estudos e pesquisas, e demais ações e atividades relativas à sua área de atuação, assim como promover ações de polícia técnico-científica para atender às requisições da Polícia Civil, do Poder Judiciário e do Ministério Público. A estrutura organizacional básica é composta pelos seguintes órgãos operacionais: Instituto Médico Legal (IML), Instituto de Criminalística (IC), Instituto de Identificação (ID) e Instituto de Análises e Pesquisas Forenses (IAPF).

### Educação

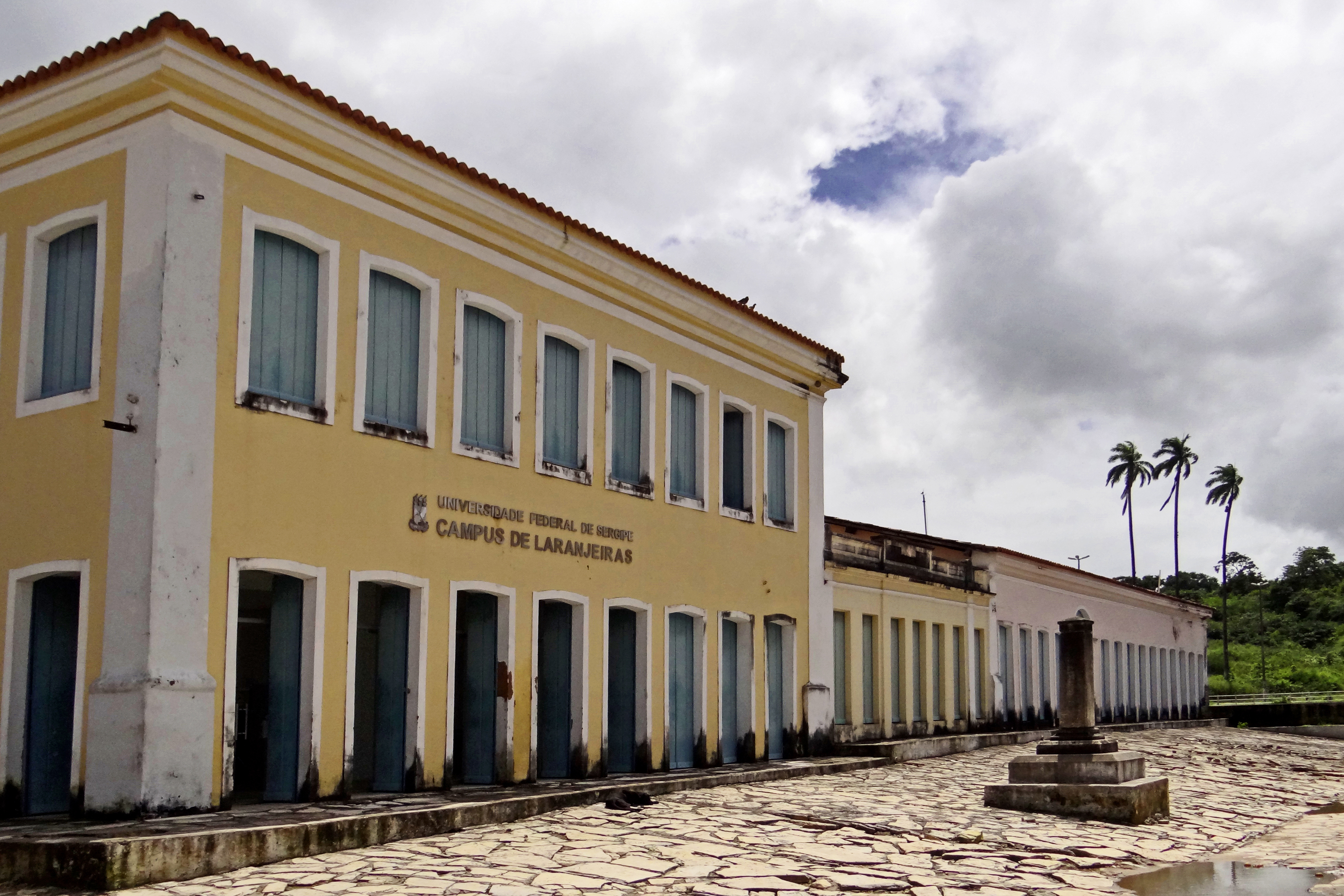
Campus da Universidade Federal de Sergipe em Laranjeiras

A educação em Sergipe, é provida, como em todo o Brasil de escolas públicas e privadas. Administrada pela Secretaria de Estado da Educação possui orçamento de R$ 1 053 000 000,00 em 2016 e com projeção de redução de 30 milhões para 2017. O IDEB é considerado abaixo da média nacional e de maneira mais acentuada no ensino médio. O ensino fundamental ainda é gerido prioritariamente pela rede estadual suprindo as necessidades locais dos municípios descumprindo o que é claramente determinado pela LDB.
Nos bairros e conjuntos, há as escolas públicas, administradas pela prefeitura ou pelo estado. Uma das mais antigas, em que estudaram importantes políticos do estado, é o Colégio Atheneu, localizado no Bairro São José próximo ao centro de Aracaju. Das escolas particulares, as que mais se destacam, são: Colégio do Salvador, Colégio Arquidiocesano, Colégio Amadeus, Colégio de Ciências Pura e Aplicada, Colégio Master, Colégio Ideal, IDFG, SESI e Colégio Salesiano, as quais fazem parte das que tiveram melhores desempenhos no Exame Nacional do Ensino Médio no estado de Sergipe.

## Cultura

### Literatura

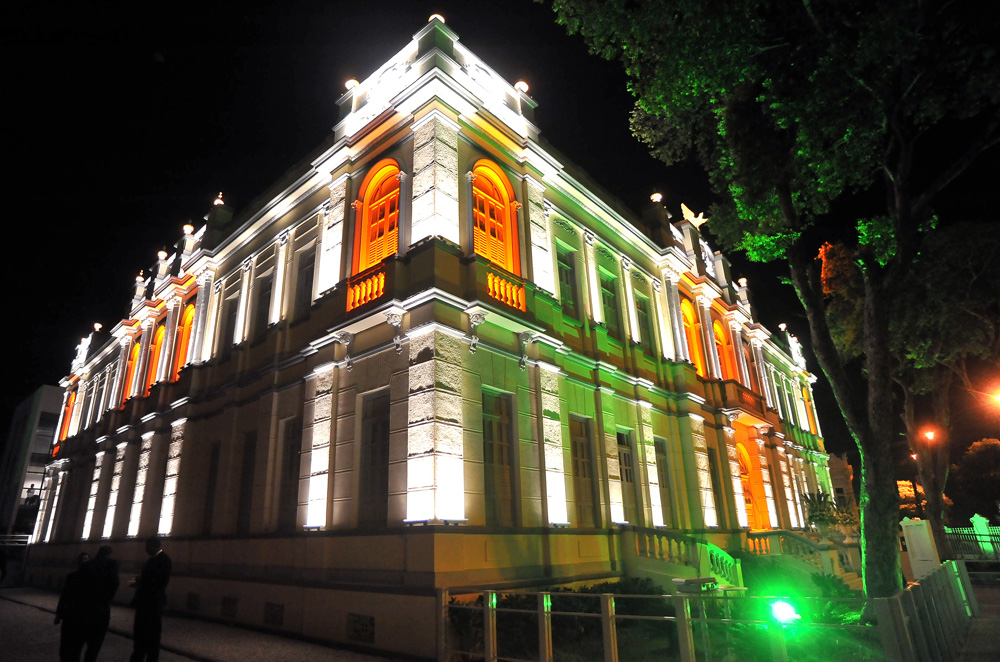
Museu da Gente Sergipana.

Dentre os principais escritores sergipanos se destaca Tobias Barreto, fundador do condoreirismo brasileiro e patrono da cadeira 38 da Academia Brasileira de Letras. A localidade onde nasceu, a Vila de Campos do Rio Real, foi posteriormente rebatizada com o seu nome e hoje é o município de Tobias Barreto.

### Música

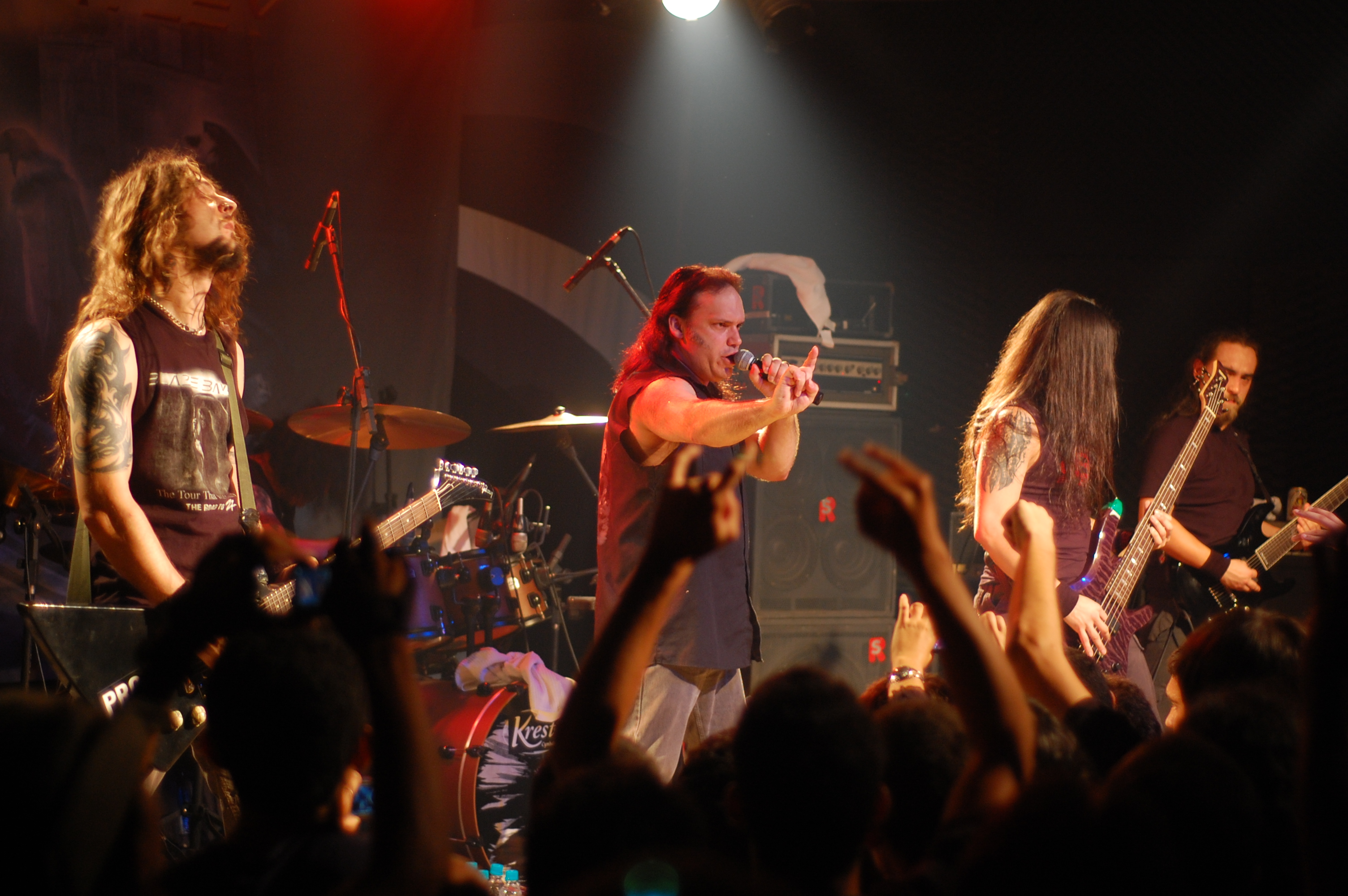
Evento musical em Aracaju

Praticamente inexistiu, até a década de 1970, a chamada "música popular sergipana", que surgiu trazendo temática local para as letras. Cantores como Chiko Queiroga e Antônio Rogério trazem em suas canções elementos do folclore sergipano.

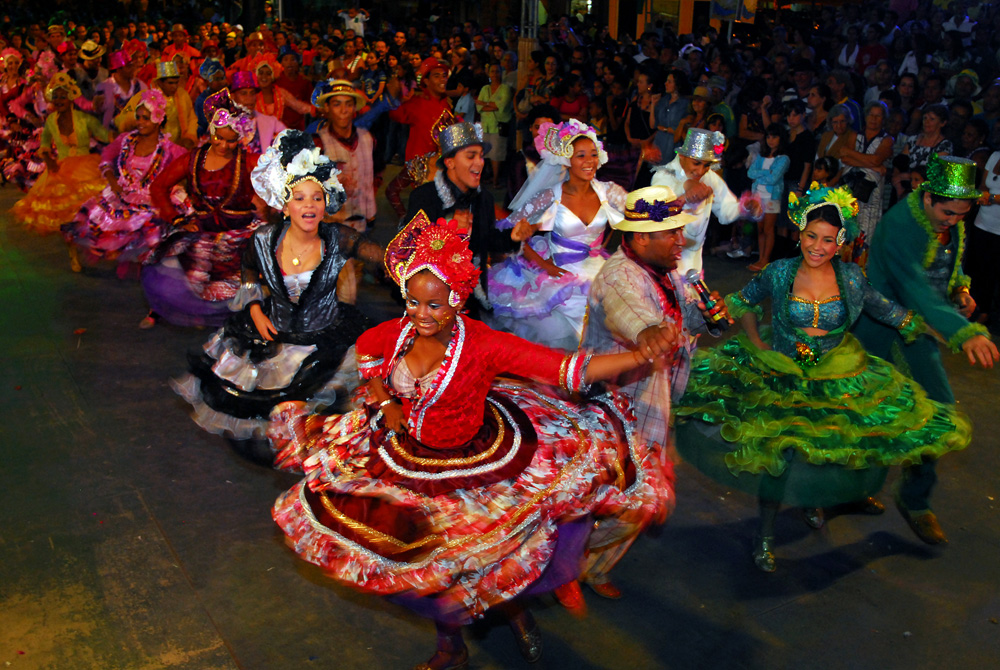
Quadrilha junina no estado de Sergipe

### Cinema e teatro
Em Sergipe existem três complexos de cinemas localizados na capital do estado, dois pertencentes à rede Cinemark, e o Cinema Vitória, (Sala Avenida Brasil), localizado no Mini Shopping Rua do Turista, reinaugurado em 13 de maio de 2013, um projeto da Casa Curta-Se em parceria com a Secretaria de Estado da Cultura e Ministério da Cultura. O Cine Vitória (Sala Avenida Brasil), é o único "Cinema de Rua" existente no estado, que exibe uma programação diferenciada, privilegiando a diversidade cinematográfica mundial. No dia 25 de janeiro de 2013, foi inaugurado o primeiro complexo de cinemas fora da capital, localizado no shopping de Nossa Senhora do Socorro. A cidade de Nossa Senhora da Glória será a terceira cidade do estado a ter salas de cinema.
Eventualmente, são encenadas peças teatrais em Sergipe, são apresentações de grupos locais e também de sucessos de público nacionais. Os teatros mais importantes do estado são o Teatro Tobias Barreto, O Teatro Lourival Batista e o Teatro Atheneu, este último foi aberto depois das reformas.

### Folclore
O folclore sergipano é rico e diversificado, reunindo elementos da cultura indígena, africana e europeia. Dentre as muitas manifestações folclóricas destacam-se o Reisado, Parafusos, Jonhos, Guerreiros, Lambe-Sujos e Caboclinhos, Cacumbi, Taieira, Samba de Parelha e São Gonçalo. Anualmente é realizado o Encontro Cultural de Laranjeiras, um evento que reúne musicais, apresentações de grupos folclóricos, grupos de discussão e exposições sobre o folclore no estado.

### Esportes

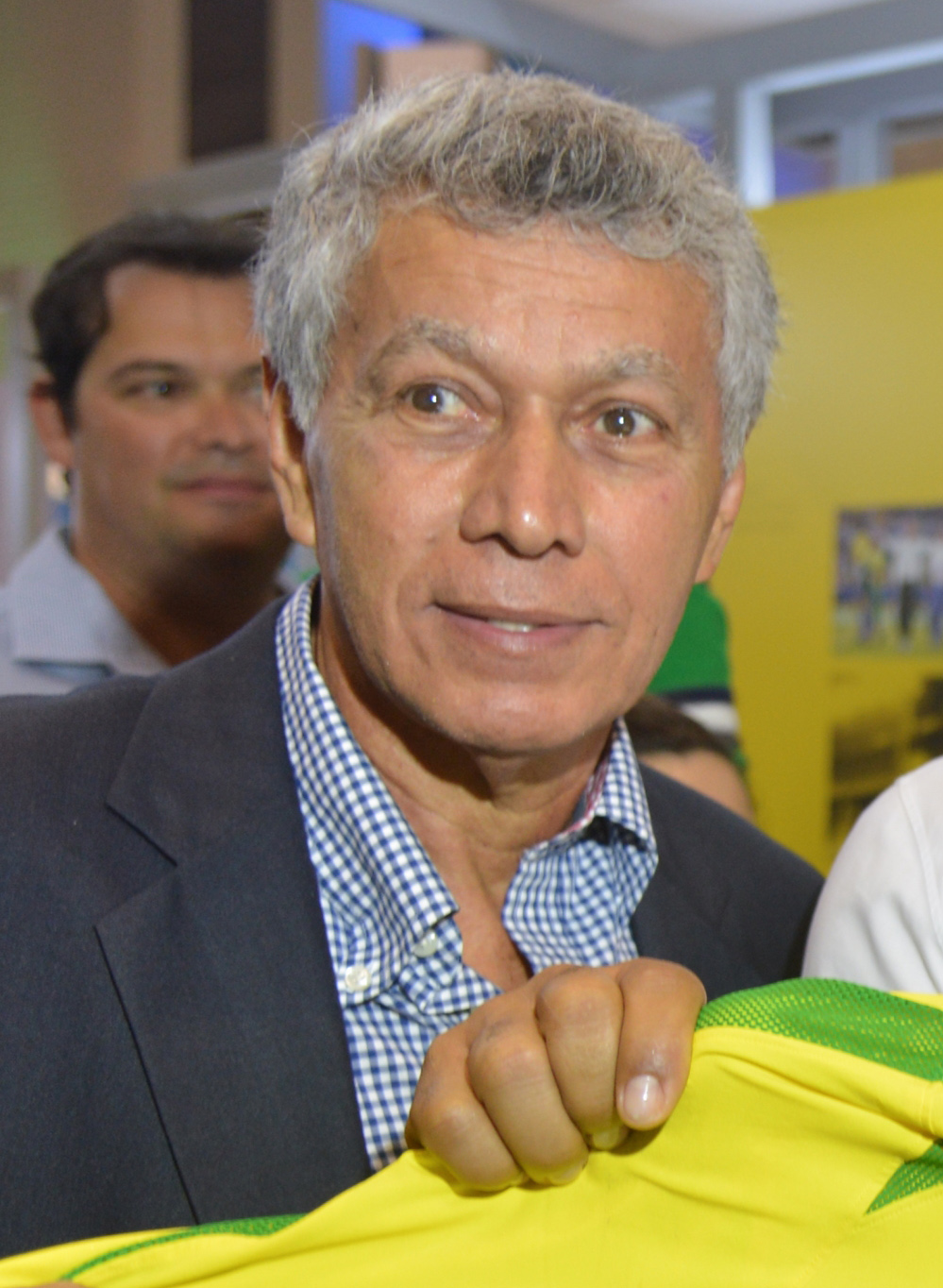
Ex-futebolista Clodoaldo, campeão mundial com a Seleção Brasileira na Copa do Mundo de 1970

O futebol é o esporte mais popular. Inaugurado em 1969 o Estádio Estadual Lourival Baptista, também conhecido como Batistão em homenagem a renomado locutor desportivo local, é a maior arena de futebol de Sergipe e abriga as principais partidas de clubes sergipanos em competições nacionais e regionais. Além disso em conjunto com o estádio apresenta-se o principal ginásio em Sergipe, Ginásio Constâncio Vieira. Trata-se do principal complexo desportivo do Estado que se encontra na área nobre da capital Aracaju. No futebol, merece destaque Clodoaldo, campeão mundial com a Seleção Brasileira na Copa do Mundo de 1970, no México.
Atualmente o estado desponta como um dos maiores promissores na gestação de atletas que se projetam não só nacionalmente como mundialmente. Nascido na cidade de Lagarto, o fenômeno Diego Costa tem ganhado cada vez mais a atenção da modalidade futebolística a nível mundial.
Historicamente, o estado sempre apresentou tradição na modalidade esportiva do handebol servindo muitas vezes como base para a seleção nacional. Ademais, nas artes marciais, a karateca Mariana Dantas conquistou o campeonato mundial júnior da modalidade. e o ex-pugilista Adilson José Rodrigues, conhecido como Maguila, foi o primeiro brasileiro campeão mundial peso pesado.

### Eventos
O Forró caju é um dos maiores eventos juninos do nordeste do Brasil,[carece de fontes?] com cerca de 140 atrações locais e nacionais reunidas durante 14 noites na praça de eventos entre os mercados Albano Franco e Thales Ferraz. O evento é gratuito e faz parte do calendário junino brasileiro. Organizada pela Prefeitura de Aracaju, a festa atrai um público de 1 milhão de pessoas em cada edição.
Criado em 1992, o Pré-Caju era uma prévia carnavalesca que reunia bandas de axé, pagode e outros ritmos. O evento foi encerrado em 2014. Outras micaretas famosas são: o Micabã e a Festa de Senhora Sant´ana ambos realizados no município de Aquidabã e a Micarana, no município de Itabaiana. Há também a Festa de "Zé Pereira" comemorada no Carnaval, na cidade ribeirinha de Neópolis, que faz divisa com Penedo, Alagoas, que ocorre em todos os dias de carnaval; acompanhada de músicas carnavalescas toda a população brinca, um melando os outros com diversas coisas.